# Halbkammgarn
Als Halbkammgarn bezeichnet man ein aus langfaseriger Wolle gesponnenes, ähnlich wie im Kammgarnverfahren hergestelltes, aber ungekämmtes Garn. Die Halbkammgarne besitzen meist Volumen und sind relativ luftdurchlässig. Sie neigen jedoch, genau wie das Streichgarn, im Oberbekleidungseinsatz zur Pillingbildung. Das Halbkammgarn ist qualitativ über dem Streichgarn aber unter dem Kammgarn einzuordnen. Halbkammgarn wird heute häufig im Heimtexbereich zum Beispiel für Tufting-Teppiche oder Decken eingesetzt. Verwandte Spinnverfahren sind das Kammgarn- und das Streichgarnverfahren.